# إيما لامب
إيما لامب (بالإنجليزية: Emma Lamb)‏ (مواليد 16 ديسمبر 1997) هي لاعبة كريكت بريطانية، تشارك مع منتخب إنجلترا.

## وصلات خارجية
- إيما لامب على موقع إي آس بي آن كريك إنفو (الإنجليزية)

لم يتم العثور على روابط لمواقع التواصل الاجتماعي.